# Matronian
Matronian – imię męskie pochodzenia łacińskiego. Wywodzi się od słowa matrona oznaczającego "pani". Oznacza należący do Matrony, poświęcony bogini Junonie obdarzonej przydomkiem Matrona
Imię w Polsce nieużywane. Miał je nosić święty Matronian, rzekomy pustelnik włoski, wspominany 14 grudnia. Znany jest z późnego źródła (Liber notitiae sanctorum Mediolani), według którego miał być pustelnikiem pochowanym przez św. Ambrożego. Przypuszcza się, że albo autor tekstu pomylił imię Matronian z nazwą miejscową Madreniano, albo źle odczytał imię św. Martyniana, siedemnastego biskupa Mediolanu.
Żeński odpowiednik: Matrona
Bibliografia
- H. Fros, F. Sowa, Księga imion i świętych, t. 4, Kraków 2000, szp. 221-222.